# Jungermannia hyalina
Jungermannia hyalina (Synonym: Solenostoma hyalinum (Lyell) Mitt.) ist eine Moosart aus der Ordnung der Jungermanniales. 

## Merkmale
Die Stämmchen sind 0,5 bis 2 Zentimeter lang und büschelig verzweigt. Sie tragen wasserhelle, selten rötliche Rhizoiden. Sie bilden blassgrüne bis rötliche Rasen. Die Flankenblätter sind kreisrund, die oberen sind teilweise leicht ausgerandet. In der Blattmitte sind die Zellen 25 bis 35 × 35 bis 40 Mikrometer groß, und sie haben deutliche dreieckige bis knotige Eckverdickungen. Am Stämmchenende sind manchmal spießförmige Unterblätter vorhanden. Jede Zelle enthält zwei bis zehn Ölkörper. Das Perianth ist konisch und reicht wenig über die Hüllblätter hinaus. 

## Verbreitung und Standorte
Die Art kommt circumboreal vor. In Deutschland kommt sie in unteren und mittleren Mittelgebirgslagen zerstreut vor, in tiefen Lagen ist sie sehr selten. Sie wächst auf feuchten, kalkfreien, lehmigen nackten Böden, besonders Pionierstandorten, sowie an kalkfreien Felsen. 

## Belege
- Jan-Peter Frahm, Wolfgang Frey, J. Döring: Moosflora. 4., neu bearbeitete und erweiterte Auflage (UTB für Wissenschaft, Band 1250). Ulmer, Stuttgart 2004, ISBN 3-8001-2772-5 (Ulmer) & ISBN 3-8252-1250-5 (UTB).